# Barranc de Saülls
El Barranc de Saülls és un barranc de l'antic terme de Toralla i Serradell, actualment inclòs en el terme municipal de Conca de Dalt, al Pallars Jussà. Discorre per territori del poble de Torallola.
Aquest barranc es forma a les Bancalades, des d'on davalla primer cap al nord-est, fent la volta pel nord i per l'est a la partida de l'Espinosa, deixant a llevant la de Somera, on ja emprèn la direcció sud-est. Acabant de girar cap al sud, passa entre les partides de les Saülls i lo Corral, que deixa a ponent, i les de Casals de Terraquet, Casals de Gramalló i Casals del Quimet, que queden a llevant del barranc. Quan arriba a ponent de Segalins i a llevant de l'extrem sud-est del Serrat de Castellets gira altre cop, ara cap al sud-est, per tal d'emprendre el darrer tram, i ajuntar-se tot seguit al barranc de Comellar per formar entre tots dos el barranc de Santa Llúcia.